# Na juriš
»Na juriš« je ena najbolj znanih slovenskih partizanskih skladb, koračnica ki je nastala leta 1943. Glasbo je napisal Karol Pahor, besedilo pa Tone Seliškar. 

## Nastanek
Septembra 1943 je Karol Pahor ob srečanju na Škrilju nad Iško prosil Toneta Seliškarja, naj mu napiše nekaj novih besedil za partizanske pesmi. Seliškar mu je takoj izročil že napisani pesmi »Zdravica« in »Naša nova zastava«.
še isti dan pa je napisal Na juriš. V naslednjih nekaj tednih je besedilo še malo obrusil, dokončno besedilo pa je izšlo v mesečniku 18. divizije Naša pest. Končni tekst pesmi je tako poslal Pahorju, da jo uglasbi. 
To naj bi se zgodilo 10. novembra 1943, ko je Pahor kot borec VIII. Levstikove brigade sredi ogorčenih bojev na Mokrcu napisal melodijo. Iz bitke so se prebili v manjših skupinah in se spet zbrali.

## Spor o avtorstvu
Že januarja 1944 je Seliškar od Pahorja dobil partituro. Seliškar je vse dokaze o pesmi, kot so številka časopisa in kje je bila prvič objavljena, beležko, v kateri je imel zabeleženo besedilo, pa tudi originalno partituro Pahorja, ohranil do konca vojne.
Leta 1961, osemnajst let po nastanku pesmi pa se je na Slovensko avtorsko agencijo obrnil B. V. iz Novega mesta in trdil, da je on avtor pesmi »Na juriš« in »Hej brigade«, njen avtor pa naj bi resnično bil Matej Bor. 
Dejanska avtorja in Pahor so žal prepozno vložili tožbo proti Novomeščanu zaradi obrekovanja in na koncu so morali sami plačati stroške postopka. Baje pa je dotični še kar kvasil te neumnosti, tako da so se morali obrniti po zaščito na javno tožilstvo. 
Več iz dokumentacije ni moč izluščiti, vendar je očitno obveljala beseda resničnih avtorjev pesmi in skladatelja, ker so v vseh pesmaricah navedeni njihova imena in priimki.

## Besedilo
| Na juriš, na juriš, na juriš, krik borcev vihra skozi hoste, sovragove vrste so goste! Udari, navali, usekaj, izpali! Na juriš, o, hej, partizan, pred tabo svobode je dan! Na juriš, na juriš, na juriš, maščujmo požgane domove, maščujmo vse naše grobove! Preženi besneče in reši trpeče! Na juriš, o, hej, partizan, pred tabo svobode je dan! Na juriš, na juriš, na juriš, požgimo vsa gnila drevesa, zemljo spremenimo v nebesa! Vsem sonce naj sije, le radost naj klije! Na juriš, o, hej, partizan, pred tabo svobode je dan! Na juriš, na juriš, na juriš, vsi bratje teptani za nami, svobodo si vzamemo sami! Skoz’ glad in trpljenje v lepše življenje! Na juriš, o, hej, partizan, pred tabo svobode je dan! |